# 7515 Марручіно
7515 Марручіно (7515 Marrucino) — астероїд головного поясу, відкритий 5 березня 1986 року.
Тіссеранів параметр щодо Юпітера — 3,543.